# Niżnij Casuczej
Niżnij Casuczej (ros. Нижний Цасучей) – wieś w Rosji, w Kraju Zabajkalskim, ośrodek administracyjny rejonu onońskiego. W 2010 liczyła 3363 mieszkańców.